# (613490) 2006 RJ103
(613490) 2006 RJ103 è un asteroide troiano del pianeta Nettuno; è stato scoperto nell'ambito del progetto Sloan Digital Sky Survey nel 2006. Presenta il medesimo periodo orbitale di Nettuno, ed orbita nel punto lagrangiano L4 della sua orbita, circa 60° innanzi rispetto al pianeta.